# Поле V4
Зрительное поле V4 — участок зрительной коры головного мозга, связанный с восприятием и запоминанием цветов.

## История
Принципы работы зоны V4 были впервые описаны Семиром Зеки в начале 1970-х годов , который также назвал эти области. До этого, V4 была известна по анатомическим описаниям, как одна из извилин, находящихся в теменной доле мозга. Первоначально, Зеки утверждал, что целью V4 является обработка информации о цвете.

## Локализация
Зона V4 является частью экстрастриарной коры. Зона V4 локализована преимущественно в области веретенообразной извилины, однако отмечается, что в зависимости от индивидуальных особенностей она может несколько смещаться и занимать часть язычной извилины. Границы области V4 определены исключительно на приматах в экспериментах с вживлёнными электродами. Насколько по функциям соответствует аналогичное поле в коре человека остаётся спорным. Как правило, такое поле обозначают как V4h, где h обозначает "человек" (англ. human).

## Функции
Основная функция зоны V4 — восприятие цвета: установлено, что только нейроны V4 у приматов активируются при получении информации о цвете. В других работах отмечается, что помимо восприятия цвета, нейроны зоны V4 чувствительны к таким характеристикам, как высота, ширина, ориентация и размер стимула , а также определяют его пространственное положение . Это, однако, не противоречит предыдущим исследованиям, а только подтверждает, что иерархическая система, состоящая из зон V1, V2 и V4, а также из височной коры, принимает участие в узнавании и распознании объекта из зрительного поля, что является подтверждением концепции о существовании вентрального потока. Считается также, что V4 нужна для распознания объектов средней сложности, таких как геометрические фигуры, хотя никто ещё не разработал полный перечень параметрического описания пространства для зоны V4. Визуальная зона V4 не обрабатывает сложные объекты, такие, как, например, лица. Также V4 имеет анатомические связи с группами нейронов в зрительном поле V1, которые получают сигнал от парвоцеллюлярных волокон, передающих сигнал от колбочек сетчатки, и содержащих высокую концентрацию фермента цитохромоксидазы, участвующего в клеточном дыхании.
Работ на человеке проведено не очень много. В частности, известно, что активация вентральной зрительной коры в области V4h наблюдается на цвет объектов, но не на их форму.